# Bohdan Bławacki
Bohdan Ihorowycz Bławacki, ukr. Богдан Ігорович Блавацький, ros. Богдан Игорьевич Блавацкий, Bogdan Igorjewicz Bławacki (ur. 7 czerwca 1963 w Podliskach Małych) – radziecki i ukraiński piłkarz, grający na pozycji napastnika, trener piłkarski.

## Kariera piłkarska

### Kariera klubowa
Wychowanek lwowskiej SDJuSzOR Karpaty Lwów (1974–1981). Jego pierwszymi trenerami byli Anatolij Kroszczenko i Mychajło Rybak. Jako napastnik występował w latach 80. w rozgrywkach obwodu lwowskiego w drużynach amatorskich Motoru Kulików, Watry Rudno i Spartaka Sambor. Bronił też barw Awanharda Równe w rozgrywkach trzeciej ligi radzieckiej. Najlepszy strzelec mistrzostw obwodu lwowskiego w 1987 – 51 goli.

## Kariera trenerska
Po zakończeniu kariery zawodniczej, w 1994 rozpoczął pracę trenerską. Pracował na stanowisku głównego trenera drużyn Haraj Żółkiew, Prykarpattia Iwano-Frankiwsk, Podillia Chmielnicki, FK Krasiłów, Metałurh-2 Zaporoże oraz Obołoń Kijów. W latach 2008–2009 prowadził Nywę Winnica. Latem 2009 objął stanowisko głównego trenera klubu Spartakus Szarowola. Od 21 lipca 2010 trener Motoru Lublin, z którym pracował do 30 września 2010. W kwietniu 2011 objął stanowisko głównego trenera Enerhetyka Bursztyn. 16 września 2011 po serii nieudanych gier podał się do dymisji. Na początku 2012 został zaproszony do prowadzenia klubu Tomasovia Tomaszów Lubelski, w którym pracował do lipca 2013. Potem do marca 2014 pomagał Witalijowi Kwarcianemu trenować Wołyń Łuck. 10 września 2014 stanął na czele II-ligowej Wisły Puławy, z którą w sezonie 2015/2016 wywalczył historyczny awans do I ligi. 13 lipca 2016 z przyczyn osobistych zrezygnował z pełnionej funkcji. 21 marca 2017 został trenerem III-ligowej Stali Rzeszów, gdzie pracował do 17 października 2017. 25 października 2017 wrócił do Wisły Puławy, którą kierował do lata 2018. 16 kwietnia 2019 objął posadę trenera FK Lwów. 10 września 2019 został zwolniony. Od 9 stycznia 2020 - został trenerem Stal Kraśnik.